# Tungmaskar
Tungmaskar (Pentastomida) är efter nyare forskningar en klass eller en underklass i understammen kräftdjur med cirka 100 arter. Men denna systematiska indelning är fortfarande omdebatterad.
Det vetenskapliga namnet är bildat av de gammalgrekiska orden pente (fem) och stomatos (munhåla). Beteckningen är en felbedömning. Arterna har endast en munhåla med fyra säckliknande eller hakliknande utskott.
Det är det parasitiska levnadssättet, som gett dessa djur en masklik, ringlad kropp. Mundelar saknas helt hos det fullt utvecklade djuret. De fyra i munnens närhet befintliga hakarna tyder man som rudimentära rester efter lika många ben. Särskilda organ för andning och blodomlopp saknas. Hanarna är mycket mindre än honorna.
Den vanliga tungmasken (Linguatula serrata) lever i könsmoget tillstånd i hundens, vargens eller hästens näshåla och pannhåligheter. Arten hittas ibland i människans näshåla men den blir inte könsmogen. En fullväxt hona innehåller omkring 1/2 miljoner ägg. Dessa blir utstötta av värden genom nysningar samt kan komma i kontakt med växter och andra näringsämnen. Med dessa införs de i harens, kaninens, fårets, nötkreaturens, hästens eller (mera sällan) i människans tarmkanal. Maskens larver som under tiden utvecklat sig, genomborrar tarmens väggar för att komma in i levern eller lungan. Där omges det unga djuret med en kapsel samt undergår en del förändringar och på samma sätt som insekternas larver även hudömsningar. Först efter flera månaders förlopp har larven uppnått ett sådant utvecklingstillstånd, att de är redo för en vandring. Djuret bryter sig igenom kapseln och genomborrar levern och kommer in i kroppshåligheterna samt når bronkerna eller tarmen och glider slutligen ut ur kroppen.
Har värden ett större antal av dessa djur i kroppen kan det leda till värdens död. Infektionen av hundens och andra djurs näshålighet sker antingen genom direkt upptagande av dessa larver eller genom förtärandet av en infekterad lunga eller lever. Larverna kan i dessa djurs näshåla utvecklas till könsmogna djur, men i annat fall går de under. På detta sätt dör, som hos många andra parasitiska djurformer, tusentals ägg och larver. Det krävs flera lyckliga omständigheter, för att några få individer ska uppnå könsmogen ålder.